# Токсодоны
Токсодоны (лат. Toxodon, от др.-греч. τόξον «лук» и ὀδούς «зуб») — род вымерших травоядных млекопитающих из семейства Toxodontidae отряда нотоунгулятов (Notoungulata). Жил с позднего миоцена до конца плейстоцена в период 11,6 млн — 12 тыс. лет назад. Дожили до прихода в Америку людей современного типа, охота которых, предположительно, привела к вымиранию токсодонов.

## Описание
Токсодоны достигали веса до двух тонн и длины тела более 2,7 м. Высота в холке составляла около 1,5 м. По внешнему виду и телосложению токсодоны сопоставимы с носорогом. Цилиндрическое тело позволяет сделать вывод об обширном пищеварительном аппарате. Как и у современных носорогов, у токсодонов были короткие и сильные ноги, увенчанные тремя пальцами. Резцы выдавались вперёд и служили, по всей вероятности, для срывания листьев с деревьев.

## Поведение
Как правило, учёные предполагают, что токсодоны, как и бегемоты, вели полуводный образ жизни. Об этом свидетельствуют относительно высоко расположенные глаза и ноздри, а также короткие конечности. Строение зубов говорит о растительном питании, что подтверждается и исследованиями изотопов углерода. Ископаемые находки показывают, что токсодоны обитали в разных климатических зонах, от тропических лесов до саванн, что свидетельствует об их экологической пластичности. Естественным врагом в природе был смилодон, сверххищник плейстоцена в Южной Америке.

## Виды
По данным сайта Fossilworks, род включает 11 вымерших видов:
- Toxodon antiquus Moreno, 1888
- Toxodon bilobidens Ameghino, 1887
- Toxodon darwinii Burmeister, 1866
- Toxodon expansidens Cope, 1885
- Toxodon gezi Ameghino, 1917
- Toxodon giganteus Moreno, 1888
- Toxodon gracilis Gervais & Ameghino, 1880
- Toxodon paranensis Ameghino, 1883
- Toxodon platensis Owen 1837 [syn. Toxodon angustidens Owen, 1846, Toxodon burmeisteri Giebel, 1866, Toxodon ensenadensis Ameghino, 1887, Toxodon gervaisii Gervais & Ameghino, 1880, Toxodon paradoxus Ameghino, 1882][7]
- Toxodon protoburmeisteri Ameghino, 1887
- Toxodon virgatus Ameghino, 1886

## Похожие токсодоновые
В плейстоцене на севере Южной Америки и в Центральной Америке обитал похожий род под названием миксотоксодоны.